# Phoenixeilanden
De Phoenixeilanden zijn een groep van acht atollen en twee onder de zeespiegel gelegen koraalriffen in de centrale Grote Oceaan, ten oosten van de Gilberteilanden en ten westen van de Line-eilanden. Zij zijn onderdeel van Kiribati. De archipel is grotendeels onbewoond; slechts op Kanton wonen enkele families (41 mensen in 2005).
Aan het einde van de jaren 30 van de twintigste eeuw probeerde Groot-Brittannië de Phoenixeilanden te koloniseren.

## Geografie
Baker en Howland, die deel uitmaken van het zogenaamde unincorporated territory van de Verenigde Staten, kunnen in geografische zin beschouwd worden als een noordelijker gelegen onderdeel van de archipel. Zij worden doorgaans echter ondergebracht in de categorie Amerikaanse Kleinere Afgelegen Eilanden.
| Atol/Eiland/Rif                           | Oppervlakte km² | Lagune km² | Coördinaten             |
| ----------------------------------------- | --------------- | ---------- | ----------------------- |
| Phoenixeilanden (Kiribati)                |                 |            |                         |
| Kanton (Abariringa)                       | 9,0             | 50         | 02° 50′ ZB, 171° 43′ WL |
| Enderbury                                 | 5,1             | 0,6*       | 03° 08′ ZB, 171° 05′ WL |
| Birnie                                    | 0,2             | 0,02*      | 03° 35′ ZB, 171° 31′ WL |
| McKean                                    | 0,4             | 0,2*       | 03° 36′ ZB, 174° 08′ WL |
| Rawaki (Phoenix-eiland)                   | 0,5             | 0,5        | 03° 43′ ZB, 170° 43′ WL |
| Manra (Sydney-eiland)                     | 4,4             | 2,2*       | 04° 27′ ZB, 171° 15′ WL |
| Orona (Hull-eiland)                       | 3,9             | 30         | 04° 30′ ZB, 172° 10′ WL |
| Nikumaroro (Gardner-eiland)               | 4,1             | 4          | 04° 40′ ZB, 174° 31′ WL |
| Phoenixeilanden (Kiribati)                | 27,6            | 84,5       |                         |
| Onder de zeespiegel gelegen koraalriffen. |                 |            |                         |
| Winslow Reef                              | -               | 1          | 01° 36′ ZB, 174° 57′ WL |
| Carondelet-rif                            | -               | ?          | 05° 34′ ZB, 173° 51′ WL |
| Territoria van de V.S. in het noorden     |                 |            |                         |
| Baker                                     | 1,6             | -          | 00° 13′ NB, 176° 28′ WL |
| Howland                                   | 1,8             | -          | 00° 48′ NB, 176° 38′ WL |

* De lagune oppervlakten die gemarkeerd zijn met een asterisk zijn ook meegerekend in de totale oppervlakte van het eiland, omdat zij, in tegenstelling tot bij een typisch atol, binnen het eiland liggen en volledig zijn afgesloten van de oceaan.
De eilanden en omliggende gebieden zijn de thuishaven van ongeveer 120 soorten koraal en meer dan 500 soorten vis.
- Gemeinsame Normdatei: 4464504-1
- National Archives and Records Administration: 10036884
- Système universitaire de documentation: 149217978
- Virtual International Authority File: 315133991